# Acid succinic
Acidul succinic (nume sistematic IUPAC: acid butandioic), cunoscut și ca spirit de chihlimbar, este un acid dicarboxilic. Succinatul joacă un rol biochimic în ciclul acidului citric (ciclul Krebs). Numele provine din limba latină succinum (chihlimbar), din care poate fi obținut acidul.
Anionul carboxilat este numit succinat și esterii acidului succinic sunt numiți alchilsuccinați.

## Istoric
Spiritul de chihlimbar a fost produs din chihlimbar prin pulverizare și distilare folosind o baie de nisip. Acesta a fost folosit mai ales extern pentru durerile reumatice

## Proprietăți
La temperatura camerei, acid succinic pur este un solid care are cristale incolore, inodore . El are un punct de topire de 185 ° C și un punct de fierbere de 235 ° C. Este un acid diprotic.

## Rol biochimic
Succinatul este un component al ciclului acidului citric și este capabil să doneze electroni lanțului transportor de electroni prin reacția:
succinat + FAD FADH2 → + fumarat.
Aceasta este catalizată de enzima succinat-dehidrogenază (sau complexul II LTE mitocondrial) Complexul este o lipoproteină membranară din 4 subunități (legată) care cuplează oxidarea succinatului cu reducerea ubichinonei. Intermediarii transportului de electroni sunt FAD și trei grupări Fe2S2 parte a subunității B.

## Utilizări
Acidul este inflamabil și coroziv capabil a produce arsuri. E folosit ca aditiv alimentar, supliment dietetic, este sigur ca și combinații și aprobat ca excipient în produse farmaceutice fiind utilizat pentru a controla aciditatea și, mai rar, sub formă de tablete efervescente.

## Reacții
Acidul succinic poate fi transformat în acid fumaric prin oxidare. Dietilesterul este un substrat în condensarea Claisen.

### Fermentare
Acidul succinic este creat ca un produs secundar din fermentarea zahărului. În băuturi fermentate, cum ar fi vinul și berea dă un gust comun care este o combinație de amar și aciditate.